# Sporobolus mopane
Sporobolus mopane är en gräsart som beskrevs av Thomas Arthur Cope. Sporobolus mopane ingår i släktet droppgräs, och familjen gräs. Inga underarter finns listade i Catalogue of Life.